# David Daniell (Radsportler)
David Daniell (* 23. Dezember 1989 in Middlesbrough) ist ein britischer Bahnradsportler.

## Sportliche Laufbahn
Als Junior wurde David Daniell 2006 in Gent Weltmeister im Teamsprint, gemeinsam mit Jason Kenny und Christian Lyte; im 1000-Meter-Zeitfahren belegte er Rang drei. Ebenfalls zusammen mit Kenny und Lyte wurde er in Athen Junioren-Europameister sowie Europameister im Zeitfahren. 2007 wurde er in Aguascalientes erneut Junioren-Weltmeister im Teamsprint, mit Lyte und Peter Mitchell, im Keirin wurde er Vize-Weltmeister. In Cottbus errang Daniell den Titel des Junioren-Europameisters im Sprint, wurde Zweiter im Teamsprint (mit Lyte und Peter Buck) sowie Dritter im Keirin. Auf nationaler Ebene wurde er zweifacher britischer Junioren-Meister im Sprint sowie im Zeitfahren. Im Jahr darauf wurde er zweifacher Vize-Nachwuchseuropameister, im Teamsprint mit Lyte und Matthew Crampton und im Zeitfahren, zudem errang er erstmals einen nationalen Titel in der Elite-Klasse, ebenfalls mit Lyte und Crampton.
Ab 2009 startete Daniell auch international in der Elite. Bei den UCI-Bahn-Weltmeisterschaften 2010 in Kopenhagen wurde er Siebter im Zeitfahren und errang bei den Commonwealth Games in Delhi die Silbermedaille im Keirin.
Nach den Spielen musste Daniell am Knie operiert werden, und 2012 verletzte er sich bei einer Fahrradtour. Ende des Jahres wurde er aus dem Kader der britischen Nationalteams gestrichen, weil er seine Leistungen nicht mehr erbringen konnte. 2013 zog er aus England nach East Kilbride in die Nähe von Glasgow, um dort im Sir Chris Hoy Velodrome zu trainieren und als Teilzeit-Trainer zu arbeiten. Sein nächstes sportliches Ziel waren die Commonwealth Games 2018, wo er für Schottland an den Start gehen wollte, er konnte sich jedoch nicht qualifizieren.

## Erfolge
2006
- Junioren-Weltmeister – Teamsprint (mit Jason Kenny und Christian Lyte)
- Junioren-Weltmeisterschaft – 1000-Meter-Zeitfahren
- Junioren-Europameister – 1000-Meter-Zeitfahren, Teamsprint (mit Jason Kenny und Christian Lyte)

2007
- Junioren-Weltmeister – Teamsprint (mit Peter Mitchell und Christian Lyte)
- Junioren-Weltmeisterschaft – Keirin
- Junioren-Europameister – Sprint
- Junioren-Europameisterschaft – Teamsprint (mit Tom Buck und Christian Lyte)
- Junioren-Europameisterschaft – 1000-Meter-Zeitfahren
- Britischer Meister – Sprint, 1000-Meter-Zeitfahren

2008
- Europameisterschaft (U23) – 1000-Meter-Zeitfahren, Teamsprint (mit Matthew Crampton und Christian Lyte)
- Britischer Meister – Teamsprint (mit Matthew Crampton und Christian Lyte)

2010
- Commonwealth Games – Keirin